# Sokokulon
Sokokulon is een bestuurslaag in het regentschap Pati van de provincie Midden-Java, Indonesië. Sokokulon telt 2398 inwoners (volkstelling 2010).